# وللو، ناتینگهام‌شر
وللو (به انگلیسی: Wellow) یک روستا و محله مدنی در بریتانیا است که در نیوارک و شروود واقع شده‌است. وللو ۴۷۰ نفر جمعیت دارد.